# Manoir de la Belle Jonchère
Le manoir de la Belle Jonchère est un manoir situé sur la commune française de Veigné dans le département d'Indre-et-Loire, en région Centre-Val de Loire.
Il fait l’objet d’une inscription partielle au titre des monuments historiques depuis le 29 juin 1950.

## Localisation
Le manoir de la Belle Jonchère est situé dans la partie sud du territoire de Veigné, sur le rebord ouest de la vallée du ruisseau de Taffonneau.

## Historique
Le site est occupé à l'époque antique ; en témoigne la découverte de tessons de poteries gallo-romaines. Il apparaît dans les sources écrites en 1070 sous le nom de « Grande Jonchère » et n'acquiert sa dénomination actuelle qu'au XVIIe siècle.
En 1448, le fief est la propriété de Guillaume de Maillé. 
Le logis est bâti vers le milieu du XVIe siècle. D'autres bâtiments sont ajoutés vers 1670, fermant la cour d'honneur.
On le trouve entre les mains de Galiot Mandat, échevin de Tours (1561), de Marie Brodeau (1576), de Nicolas Lefebvre, maire de Tours (1668), d'Alexandre Lefebvre de La Faluère, trésorier de France (1692), de Dominique Ducasse (1732), de Pierre Lawernhes, contrôleur des guerres (1750), de Françoise Ducasse, veuve de René-Louis de La Barre (1774), de Marie-Louise Ducasse, veuve de Pierre Lawernhes (1787).
La Belle Jonchère est achetée, en 1875, par les frères Emmanuel et Jacques Drake del Castillo, et le bien reste dans la famille jusqu'en 1925. Longtemps simple ferme dépendant du domaine de la Guéritaulde, dont l'ancien château, démoli, a probablement servi de modèle pour la construction de la Belle Jonchère, le manoir ne devient une résidence indépendante et habitée qu'à la fin du XXe siècle ; c'est alors que ses propriétaires engagent d'importants travaux de restauration.
Plusieurs éléments architecturaux du manoir et de ses dépendances sont inscrits au titre des monuments historiques par arrêté du 29 juin 1950.

## Architecture et décoration

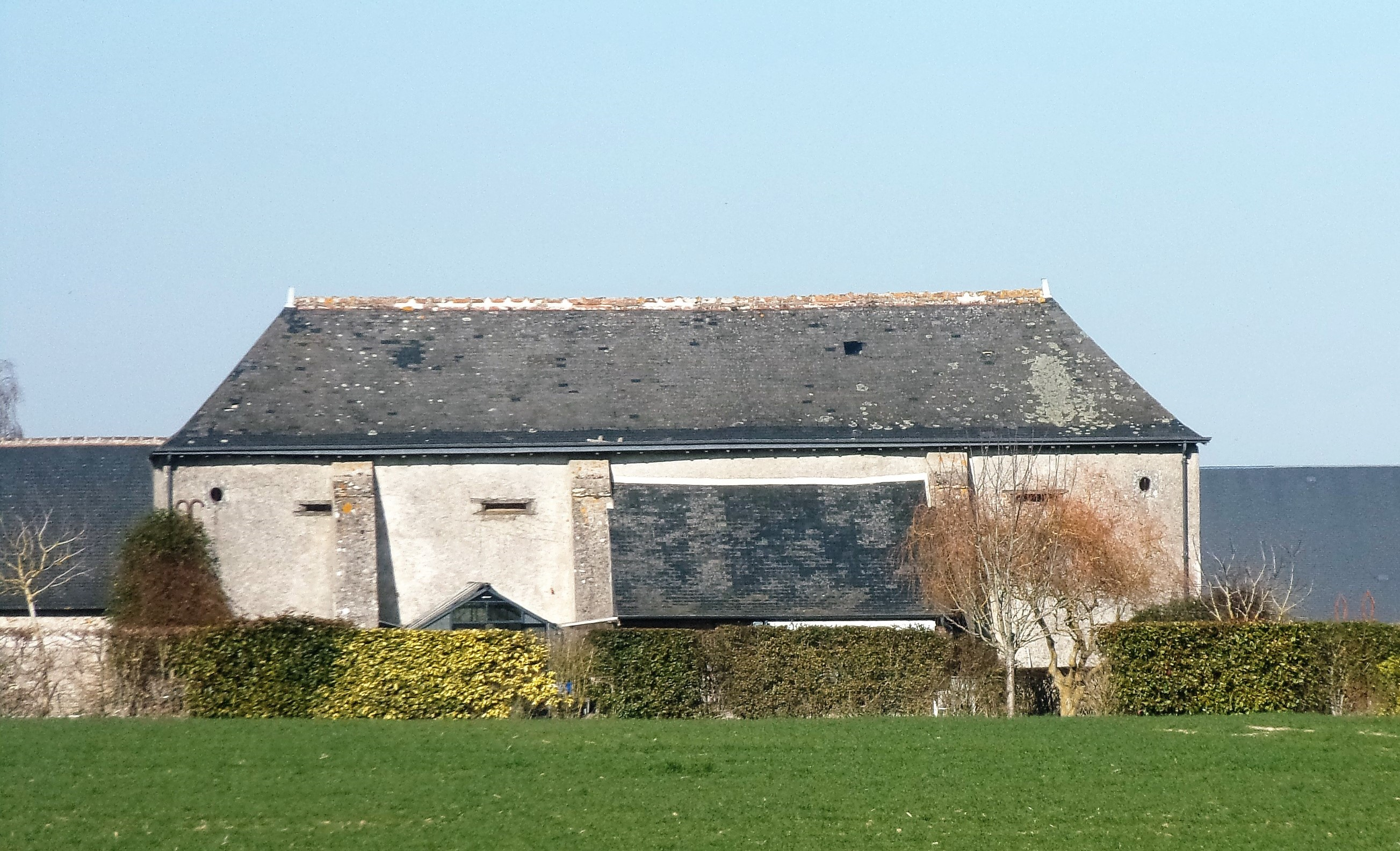
Dépendance du manoir.

Le logis principal est composé de deux ailes à angle droit qui ne comportent qu'un rez-de-chaussée et un comble. L'aile sud est flanquée de tours cylindriques. Si les fenêtres du comble ont conservé leurs meneaux, celles du rez-de-chaussée ont perdu les leurs. La porte principale du logis s'ouvre au milieu de l'aile est par un perron, sur la vallée du ruisseau de Taffonneau.
La plus grosse des tours — « trente-trois pieds de diamètre » selon un document de 1776 —, à l'extrémité ouest de l'aile, est un ancien pigeonnier comportant à l'origine 1 600 trous de boulins. Son premier étage est aménagé au XIXe siècle en chapelle et il est surélevé ultérieurement.
Fermant la cour d'honneur, un pavillon de garde construit vers 1670 est doté d'un comble à la Mansart.

## Pour en savoir plus